# Gayella mutilloides
Gayella mutilloides är en stekelart som beskrevs av Henri Saussure 1854. Gayella mutilloides ingår i släktet Gayella och familjen Masaridae. Utöver nominatformen finns också underarten G. m. nigerrima.